# 2017년 전국장애인체육대회
제37회 전국장애인체육대회는 2017년 9월 15일부터 9월 19일까지 대한민국 충청북도에서 열렸다.

## 개요
- 대회명칭 : 제37회 전국장애인체육대회
- 개최기간 : 2017년 9월 15일 ~ 2017년 9월 19일
- 개최지 : 충청북도 (주개최지 : 충주시)
- 구호 : 생명중심 충북에서 세계중심 한국으로
- 참가인원 : 8,529명 (선수 5,833명, 임원 및 관계자 2,696명)
- 종별 : 절단 및 기타장애, 시각장애, 지적장애, 청각장애, 뇌성마비
- 마스코트 : 생명이와 태양이

## 종목

### 정식종목
| - 양궁 - 육상 - 배드민턴 - 보치아 - 사이클 - 휠체어펜싱 - 골볼 - 론볼 - 역도 - 유도 - 사격 - 축구 - 수영 | - 탁구 - 배구 - 농구 - 휠체어테니스 - 휠체어럭비 - 볼링 - 조정 - 골프 - 댄스스포츠 - 요트 - 당구 - 태권도 - 게이트볼 |

## 경기장
| 종목         | 소재지   | 경기장                      | 종별                                | 세부종목  | 비고    |
| ------------ | -------- | --------------------------- | ----------------------------------- | --------- | ------- |
| 골볼         | 청주시   | 충북다사랑학생체육관        | 시각장애                            |           |         |
| 농구         | 청주시   | 신흥고등학교 체육관         | 지적장애                            |           |         |
| 농구         | 청주시   | 청주체육관                  | 지체장애                            |           |         |
| 당구         | 제천시   | 제천어울림체육센터          | 지체장애/청각장애                   |           |         |
| 론볼         | 청주시   | 청주장애인스포츠센터 론볼장 | 지체장애/뇌성마비                   |           |         |
| 휠체어럭비   | 제천시   | 의림지다목적체육관          | 지체장애                            |           |         |
| 배구         | 제천시   | 증평종합스포츠센터          | 지체장애                            |           |         |
| 배드민턴     | 충주시   | 호암제2체육관(2층)          | 지체장애/지적장애/청각장애/뇌성마비 |           |         |
| 보치아       | 충주시   | 호암체육관                  | 지체장애/뇌성마비                   |           |         |
| 볼링         | 청주시   | 청주라이프볼링장            | 전종별                              |           |         |
| 볼링         | 청주시   | 반도프라임볼링장            | 전종별                              |           |         |
| 사격         | 청주시   | 청주종합사격장              | 지체장애                            |           |         |
| 사이클       | 시군경유 | 청주~보은                   | 전종별                              |           |         |
| 수영         | 청주시   | 청주수영장                  | 전종별                              |           |         |
| 양궁         | 청주시   | 김수녕양궁장                | 지체장애                            |           |         |
| 역도         | 음성군   | 음성체육관                  | 전종별                              |           |         |
| 요트         | 충주시   | 충주호요트경기장            | 지제장애                            |           |         |
| 유도         | 청주시   | 청주유도회관                | 시각장애/청각장애                   |           |         |
| 육상         | 충주시   | 충주종합운동장              | 전종별                              | 트랙/필드 | 호암동  |
| 육상         | 충주시   | 충주일원                    | 전종별                              | 마라톤    |         |
| 조정         | 충주시   | 탄금호국제조정경기장        | 지체장애/시각장애/지적장애/뇌성마비 |           |         |
| 축구         | 충주시   | 수안보생활체육공원축구장    | 시각장애/지적장애                   |           |         |
| 축구         | 충주시   | 탄금축구장                  | 청각장애                            |           | A,B구장 |
| 축구         | 충주시   | 충주종합운동장              | 뇌성마비                            |           | 호암동  |
| 탁구         | 제천시   | 제천체육관                  | 지체장애/지적장애/청각장애/뇌성마비 |           |         |
| 탁구         | 제천시   | 제천종합운동장              | 시각장애                            |           |         |
| 휠체어테니스 | 충주시   | 탄금대테니스장              | 지체장애                            |           |         |
| 파크골프     | 충주시   | 충주목행동파크골프장        | 지체장애/지적장애                   |           |         |
| 휠체어펜싱   | 청주시   | 올림픽기념국민생활관        | 지체장애                            |           |         |
| 태권도       | 증평군   | 증평종합스포츠센터          | 전종별                              |           |         |
| 게이트볼     | 충주시   | 호암제2체육관(1층)          | 전종별                              |           |         |

## 종합순위
개최지
| 순위 | 지역           | 점수    | 금  | 은  | 동  | 합계 |
| 1    | 충청북도       | 253,376 | 136 | 124 | 116 | 376  |
| 2    | 경기도         | 187,706 | 111 | 107 | 122 | 340  |
| 3    | 서울특별시     | 159,907 | 85  | 107 | 90  | 282  |
| 4    | 부산광역시     | 123,974 | 65  | 63  | 73  | 201  |
| 5    | 대구광역시     | 116,112 | 45  | 60  | 66  | 171  |
| 6    | 대전광역시     | 103,286 | 66  | 51  | 80  | 197  |
| 7    | 충청남도       | 96,538  | 46  | 29  | 54  | 129  |
| 8    | 인천광역시     | 86,919  | 38  | 43  | 53  | 134  |
| 9    | 경상북도       | 86,001  | 46  | 69  | 50  | 165  |
| 10   | 광주광역시     | 85,280  | 49  | 41  | 47  | 137  |
| 11   | 전라북도       | 81,212  | 30  | 39  | 36  | 105  |
| 12   | 전라남도       | 78,575  | 33  | 42  | 36  | 111  |
| 13   | 울산광역시     | 73,517  | 68  | 44  | 47  | 159  |
| 14   | 제주특별자치도 | 67,629  | 36  | 31  | 43  | 110  |
| 15   | 경상남도       | 63,930  | 25  | 40  | 45  | 110  |
| 16   | 강원도         | 59,531  | 30  | 31  | 30  | 91   |
| 17   | 세종특별자치시 | 14,420  | 16  | 4   | 2   | 22   |
| 총계 | 총계           | 총계    | 925 | 925 | 990 | 2840 |

## 최우수 선수상
최우수 선수상은 전국장애인체육대회 취재 기자단의 투표로 결정된다.
- 최우수 선수상(MVP) : 김선미 (경기도/휠체어펜싱) - 에페/플뢰레 개인, 단체전 금메달 (대회 4관왕)